# Li Lan
Li Lan (förenklad kinesiska: 李兰; traditionell kinesiska: 李蘭; pinyin: Lǐ Lán), född den 12 juli 1961, är en kinesisk handbollsspelare.
Hon tog OS-brons i damernas turnering i samband med de olympiska handbollstävlingarna 1984 i Los Angeles.